# Daniel Amit
Daniel Amit (Łódź, 5 maggio 1938 – Gerusalemme, 4 novembre 2007) è stato un fisico e pacifista israeliano naturalizzato italiano dal 1999.

## Biografia
Ha iniziato il suo percorso scientifico nella ricerca sulla fisica delle particelle, quindi è passato, negli anni settanta, alla meccanica statistica e quindi, negli anni ottanta, alla ricerca più interdisciplinare abbracciando le neuroscienze.
È stato uno dei fondatori della moderna teoria delle reti neurali e in questi ultimi venticinque anni è stato uno dei leader indiscussi di questo campo.
Oltre ad essere un grande ricercatore, Daniel Amit era noto per il suo impegno di pace soprattutto (ma non solo) rispetto al conflitto israelo-palestinese.
È stato docente presso il Racah Institute of Physics della Università Ebraica di Gerusalemme e professore di Reti Neurali presso la facoltà di fisica dell'Università "La Sapienza" di Roma.
Si è tolto la vita nella sua casa di Gerusalemme il 4 novembre del 2007.